# Prionolabis scaria
Prionolabis scaria là một loài ruồi trong họ Limoniidae. Chúng phân bố ở miền Tân bắc.